# Francisco Avellaneda
Francisco Avellaneda (auch Francesco de Abillaneda; † 3. September 1591) war ein italienischer römisch-katholischer Geistlicher.
Vom 20. März 1591 bis zu seinem Tod war er Erzbischof von Acerenza und Matera.